# Notopoma crassicornis
Notopoma crassicornis is een vlokreeftensoort uit de familie van de Ischyroceridae. De wetenschappelijke naam van de soort is voor het eerst geldig gepubliceerd in 1857 door Bate.